# Acoustic
Acoustic ist der Titel eines Kompilationsalbums mit sieben unveröffentlichten Liedern von John Lennon und es ist das 13. postum erschienene Album nach Lennons Tod im Jahr 1980. Gleichzeitig ist es einschließlich der acht Solo-Studioalben, der drei Avantgarde-Alben mit seiner Frau Yoko Ono, der beiden Livealben, der beiden Interviewalben und der Kompilationsalben das insgesamt 25. Album John Lennons. Es wurde am 1. November 2004 in Großbritannien und am 2. November 2004 in den USA veröffentlicht.

## Entstehungsgeschichte
Das im November 2004 von der EMI veröffentlichte Album enthält 13 Demos und drei Liveaufnahmen. Bei allen Titeln steht die akustische Gitarre, von John Lennon gespielt, im musikalischen Vordergrund. Folgende sieben Titel wurden in der beinhalteten Version erstmals veröffentlicht: Well Well Well, God, My Mummy's Dead, Cold Turkey, What You Got, Dear Yoko und Real Love. Die anderen neun Titel erschienen bereits im November 1998 in der CD-Box John Lennon Anthology. Der CD liegt ein 20-seitiges bebildertes Begleitheft bei, das Information zum Album und die Liedtexte enthält.
Eine Veröffentlichung im LP-Format erfolgte nicht.

## Cover
Die Covergestaltung erfolgte von Robert Young und Karla Merrifield. Das Coverbild stammt von David Spindel.

## Titelliste
1. Working Class Hero – 3:58
von den 8-Spur-Sessions zum Album John Lennon/Plastic Ono Band (1970) – Erstveröffentlichung dieser Version auf John Lennon Anthology
2. Love – 2:30
von den 8-Spur-Sessions zum Album John Lennon/Plastic Ono Band (1970) – Erstveröffentlichung dieser Version auf John Lennon Anthology
3. Well Well Well – 1:14
Homedemo (1970)
4. Look at Me – 2:49
von den 8-Spur-Sessions zum Album John Lennon/Plastic Ono Band (1970) – Erstveröffentlichung dieser Version auf John Lennon Anthology
5. God – 2:38
Homedemo (1970)
6. My Mummy's Dead – 1:13
Homedemo (1970), zweite Aufnahme
7. Cold Turkey – 3:26
Homedemo (1969)
8. The Luck of the Irish (John Lennon/Yoko Ono) – 3:41
Liveauftritt beim John Sinclair Benefit Concert in Ann Arbor, 10. Dezember 1971 – Erstveröffentlichung auf John Lennon Anthology
9. John Sinclair – 3:22
Liveauftritt beim John Sinclair Benefit Concert in Ann Arbor, 10. Dezember 1971 – Erstveröffentlichung auf John Lennon Anthology
10. Woman Is the Nigger of the World (John Lennon/Yoko Ono) – 0:39
Homedemo (1972) – Erstveröffentlichung dieser Version auf John Lennon Anthology
11. What You Got – 2:24
Homedemo (1974)
12. Watching the Wheels – 3:04
Homedemo (1980) – Erstveröffentlichung dieser Version auf John Lennon Anthology
13. Dear Yoko – 4:05
Homedemo (1980)
14. Real Love – 4:00
Homedemo (1979) – eine Minute länger als die Version auf Imagine: John Lennon (Music from the Motion Picture)
15. Imagine – 3:08
Liveauftritt At the Apollo, 17. Dezember 1971 – Erstveröffentlichung auf John Lennon Anthology
16. It's Real – 1:04
Homedemo (1979) – Erstveröffentlichung auf John Lennon Anthology

## Wiederveröffentlichung
Die CD wurde bisher nicht neu remastert.

## Promotionveröffentlichung
Anlässlich der Veröffentlichung wurde in den USA das neun Titel Promotion-Kompilationsalbum Two Sides of Lennon für die Alben Acoustic und Rock ’n’ Roll mit Kommentaren von Yoko Ono veröffentlicht.

## Chartplatzierungen
| ChartsChartplatzierungen       | Höchstplatzierung | Wochen |
| ------------------------------ | ----------------- | ------ |
| Vereinigte Staaten (Billboard) | 31 (8 Wo.)        | 8      |